# Virtuální univerzita třetího věku

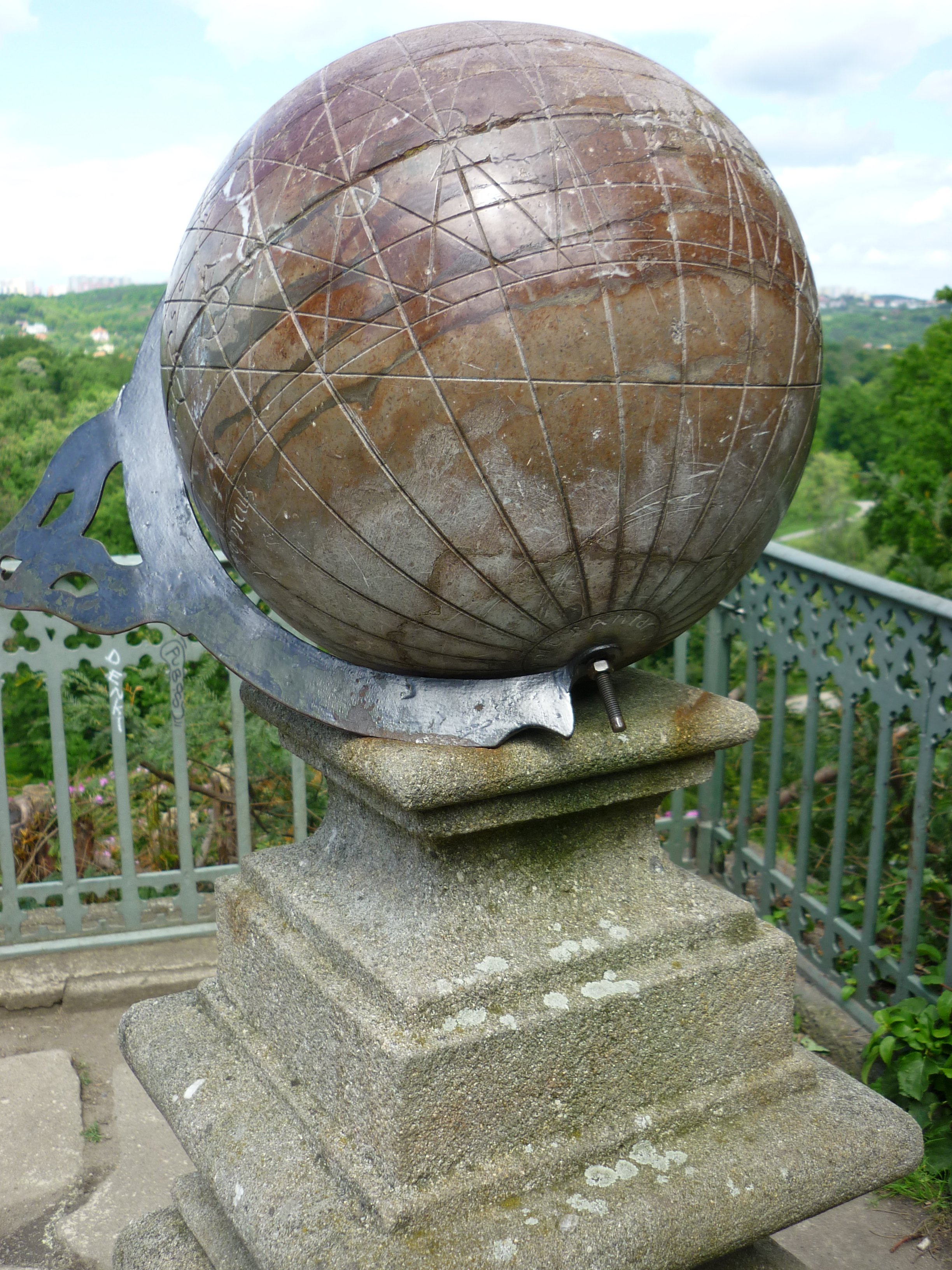
Globus - sluneční hodiny ve Stromovce

Virtuální univerzita třetího věku (VU3V) je dlouhodobá společenská aktivita v oblasti seniorské výuky, jejímž cílem je zpřístupňovat vzdělávání označované jako Univerzita třetího věku (U3V) těm zájemcům, kteří se z různých důvodů nemohou účastnit prezenčního studia U3V v sídlech vysokých škol či univerzit. Využitelnost se předpokládá zejména pro seniory, kterým ve studiu brání vzdálenost od sídel vysokých škol, či zdravotní problémy. Tato forma je chápána jako forma distančního seniorského vzdělávání.

## Popis
Systém výuky je založen na multimediálních přednáškách, předem natočených vysokoškolskými lektory. Přednášky se prostřednictvím internetu aplikují do výukových míst v rámci celé České republiky. Využitím moderních ICT je tak možné zpřístupnit seniorské vzdělávání širokému okruhu zájemců, a tím poskytnout stejné příležitosti všem seniorům bez rozdílu místa bydliště.
VU3V zahrnuje skupinové přednášky a společné testy. Na následné samostatné studium podle individuálně zvoleného tempa a testy včetně nepovinné samostatné práce po každé přednášce se předpokládá doba 14 dnů. Své studium si mohou senioři rozšiřovat dalšími doprovodnými aktivitami, např. vyhledáváním dalších informací ke studovaným tématům na internetu.
Pozitivem Virtuální U3V je pro seniory - mimo získávání nových poznatků - i plnohodnotně strávený čas a vlastní podíl sebeúcty, úspěšnosti v rodině a u přátel i sociální aspekt - pravidelné setkávání účastníků stejné generace při skupinové výuce, kteří nejen že si mohou společně v kolektivu rozšiřovat své teoretické vědomosti, ale předpokládá se i prostor pro sdílení denních praktických zkušeností, diskusi a neformální rozhovory o dalších tématech, kterými jsou v běžném životě obklopováni.
Senior je na základě své písemné přihlášky registrovaný pouze v jednom konzultačním středisku. Zúčastňuje se pravidelných přednášek a dodržuje daná pravidla KS. Svůj zájem o studium dokládá účastí na přednáškách, aktivní účastí při diskuzích k přednáškám a vypracováním jak společných dílčích testů, tak i samostatného testu po každé přednášce a včetně celkového závěrečného testu. Po ukončení každého semestru obdrží senior Pamětní list a po ukončení šesti semestrů (nezáleží na délce studia - studium může být ze zdravotních či rodinných důvodů přerušeno) obdrží účastník "Osvědčení o absolvování" Univerzity třetího věku.
Konzultační středisko v Základní škole Doloplazy s kontaktní osobou učitelem Mgr. Jaromírem Navrátilem začalo pracovat na podzim v roce 2013, garantem studijního programu a organizačním garantem je Provozně ekonomická fakulta České zemědělské univerzity v Praze. Jako první proběhl pilotní kurz Astronomie, který měl čtyři přednášky, z nichž dvě byly věnovány "Velkým astronomům Evropy" a další dvě "Slunečním hodinám". Zúčastnilo se ho 7 seniorů - studentů.